# Les Quatre Charlots mousquetaires
Série
À nous quatre, Cardinal !
(1974)
Pour plus de détails, voir Fiche technique et Distribution.
Les Quatre Charlots mousquetaires est un film français d'André Hunebelle sorti en 1974.
Il sera suivi de À nous quatre, Cardinal !,  sorti en salles un mois plus tard.

## Synopsis
Une version des Trois Mousquetaires d’Alexandre Dumas, complètement revisitée et parfaitement burlesque, où les Charlots jouent les valets des mousquetaires, afin de déjouer les plans du cardinal de Richelieu, de son âme damnée le père Joseph et de Milady de Winter, et ramener à la reine ses ferrets de diamants qu'elle a imprudemment offerts au duc de Buckingham.

## Fiche technique
- Titre original : Les Quatre Charlots mousquetaires
- Réalisation : André Hunebelle, assisté de Jacques Besnard, Denys Granier-Deferre, Jean-Claude Sussfeld
- Scénario : Jean Halain, d'après le roman de Alexandre Dumas
- Décors : Max Douy
- Costumes : Marie Gromtseff
- Maquillages : Nadine Fraigneau et Éric Pierre
- Photographie : Claude Robain
- Son : Alain Lachassagne
- Montage : Pierre Gillette, Christian Gaudin
- Musique : Les Charlots (arrangements : Paul Piot)
- Production : 
  - Producteurs : Christian Fechner, Claude Berri
  - Producteur délégué : Bernard Artigues
- Sociétés de production : Les Films Christian Fechner, Renn Productions
- Société de distribution : AMLF
- Studios : Paris-Studios-Cinéma (Studios de Billancourt)
- Format : couleur (Eastmancolor) - 35mm - son mono
- Durée : 110 minutes
- Genre : comédie et aventures
- Dates de sortie : France : 13 février 1974
- DVD : Le 28 avril 2003 Chez Studiocanal
- Affiche : Clément Hurel (France)

## Distribution
- Les Charlots :
  - Gérard Rinaldi : Planchet de la Rinaldière, le valet de d'Artagnan / narrateur
  - Gérard Filipelli : Mousqueton de la Moustiquière, le valet de Porthos
  - Jean Sarrus : Bazin de la Bassinoire, le valet d'Aramis
  - Jean-Guy Fechner : Grimaud de la Fechnière, le valet d'Athos[1]
- Josephine Chaplin : Constance Bonacieux
- Daniel Ceccaldi : le roi Louis XIII
- Paul Préboist : le père Joseph
- Jean Valmont : D'Artagnan, un mousquetaire du roi
- Karin Petersen : Milady de Winter
- Catherine Jourdan : la reine Anne d'Autriche
- Bernard Haller : le cardinal de Richelieu / le duc de Buckingham
- Jacques Seiler : le comte de Rochefort, chef des gardes du cardinal
- Jacques Legras : Alexandre Dumas, l'écrivain à l'auberge
- Bernard Menez : le gouverneur « par intérim » de la Bastille
- Max Montavon : un garde de la reine
- Dominique Zardi : un bourreau et un garde du cardinal
- Henri Attal : un garde du cardinal
- Paul Mercey : le paysan qui met son vin en bouteille
- André Dumas : le portier
- Jacques Dynam : l’aubergiste du Soleil d'or
- Georges Douking : un domestique du duc de Buckingham
- Michel Thomass : un homme de Rochefort et un bourreau
- Bernard Musson : Mathurin, le gardien-chef de La Bastille
- Philippe Castelli : un garde du cardinal
- André Badin : un garde du cardinal
- Les Frères ennemis (André Gaillard et Teddy Vrignault) : les gardes du cardinal aux pieds écrasés
- Yvan Chiffre : un garde du cardinal
- Gib Grossac : Porthos, un mousquetaire du roi
- Yvan Tanguy : Athos, un mousquetaire du roi
- Georges Mansart : Aramis, un mousquetaire du roi
- Robert Favart : Monsieur de Trévilles, le chef des mousquetaires du roi
- Michel Duplaix

## Autour du film
- Le tournage a eu lieu dans les décors naturels du château de Culan et du château de Meillant, à Troyes (Maison de l'outil et de la pensée ouvrière, quartier du Vauluisant, ...) ainsi que dans les studios de Billancourt.
- A 23,10 minutes du film, pendant que les Charlots courent autour des tas de foins, on peut apercevoir au fond un camion qui passe.
- C'est un des rares films des Charlots où ils ne portent pas leurs vrais noms.

## Box-office
- Union soviétique : 56 600 000 entrées[2] (10e film étranger et 1er film français ayant remporté le plus de succès durant l'époque soviétique)
- France : 2 190 139 entrées[3],[2]
- Monde (non exhaustif) : 58 790 139 entrées